# PP Большой Медведицы
PP Большой Медведицы (лат. PP Ursae Majoris) — одиночная переменная звезда в созвездии Большой Медведицы на расстоянии (вычисленном из значения параллакса) приблизительно 18060 световых лет (около 5537 парсеков) от Солнца. Видимая звёздная величина звезды — от +14,35m до +13,45m.

## Характеристики
PP Большой Медведицы — пульсирующая переменная звезда типа RR Лиры (RRAB).